# Najat Saliba
Najat Aoun Saliba (àrab: نجاة عون صليبة, Najāt ʿAwn Ṣalība) és una científica libanesa, professora de química analítica i directora del Centre per la Conservació de la Natura a la Universitat Americana de Beirut. L'any 2019 va rebre el Premi L'Oréal-Unesco per a les dones i la ciència.

## Primers anys i educació
Saliba va créixer en una granja de plàtans al Líban, on la va marcar la connexió del seu pare amb la naturalesa. Quan la guerra civil libanesa va forçar la seva família a traslladar-se a la ciutat, Saliba es va interessar en maneres de mitigar la contaminació atmosfèrica. Saliba va estudiar a la Universitat Libanesa, on va obtenir la seva llicenciatura el 1986. Es va mudar als Estats Units per continuar els seus estudis de postgrau, i va obtenir el seu màster a la Universitat Estatal de Calfòrnia, Long Beach. Es va doctorar a la Universitat del Sud de Califòrnia, amb una tesi sobre la contaminació de l'aigua i l'estudi de tècniques de catàlisi. Va ser investigadora postdoctoral a la Universitat de Califòrnia a Irvine.

## Recerca i carrera
Després de la guerra civil, Saliba va tornar al Líban i es va incorporar a la Universitat Americana de Beirut l'any 2001. Va ajudar a establir el Centre Ibsar de Conservació de la Natura per Futurs Sostenibles el 2002, que cercava protegir la biodiversitat del Líban. Actualment dirigeix el centre, que des de llavors s'ha reanomenat a Centre de Conservació de la Natura. Saliba va fundar el Laboratori Atmosfèric i Analític. Als inicis de la carrera va tenir problemes per obtenir reactius químics, a causa del fet que la majoria d'empreses occidentals no n'enviaven al Líban tement que s'empressin per fabricar armes.
La seva recerca tracta els agents contaminants de l'ambient del Líban i de l'Orient Mitjà. Saliba ha investigat els constituents químics tòxics i cancerígens de les cigarretes electròniques i dels narguils. Fou la primera en identificar compostos com el formaldehid als narguils, i va demostrar que les cigarretes electròniques podien generar monòxid de carboni. Forma part del Centre per l'Estudi de Productes de Tabac a la Universitat de la Commonwealth de Virgínia. Saliba també és integrant d'un projecte del National Institutes of Health per investigar l'impacte de fumar shisha, i va rebre una beca de 2,8 milions de dòlars per desenvolupar models informàtics per analitzar la toxicitat del tabac. Saliba ha contribuït en reunions d'experts sobre la qualitat de l'aire de l'Organització Mundial de la Salut.
Va establir la primera base de dades al Líban sobre contaminants atmosfèrics, i va demostrar que la incineració de residus a l'aire lliure podia incrementar la carcinogènesi de l'aire en un 2.300%. També va desenvolupar materials i mètodes per estudiar els agents contaminants atmosfèrics. Va redactar protocols internacionals per fer estudis químics de clavegueres. L'any 2018, el Centre de Conservació de la Natura que dirigia va ser seleccionat com una de les organitzacions més influents en el moviment de regeneració del medi ambient.

### Premis i honors
- 2016 - Premi del Consell Nacional Libanès d'Investigació Científica
- 2018 - Premi d'Investigació Interdisciplinar de l'American Physiological Society[16]
- 2019 - Premi L'Oréal-Unesco per a les dones i la ciència[8]
- 2019 - Ordre Nacional del Cedre[17]
- 2019 - 100 Women (BBC)[18]